# Коровино (Мышкинский район)
Коро́вино — деревня Охотинского сельского округа Охотинского сельского поселения Мышкинского района Ярославской области.
Деревня расположена на южном, левом берегу реки Юхоть, практически в её устье. Устье реки в районе деревни значительно расширено при затоплении Рыбинского водохранилища и фактически является заливом водохранилища, шириной 200-300 м. Восточнее деревни, вверх по течению Юхоти проходит федеральная автомобильная трасса Р104, пересекающая Юхоть по мосту. Районный центр Мышкин находится к западу от деревни, напротив устья Юхоти на противоположном, левом берегу Волги. С трассой Р-104 Мышкин связан паромной переправой через Волгу, причал которой на правом берегу расположен к западу от деревни. К причалу от трассы Р-104 ведёт дорога длиной около 2 км, большая часть которой проходит по центральной улице деревни Коровино. Южнее Коровина также между трассой Р-104 и волжским берегом стоит деревня Неверово.
Деревня Коровина указана на плане Генерального межевания Рыбинского уезда 1792 года.
На 1 января 2007 года в деревне Коровино числилось 28 постоянных жителей. Деревню обслуживает почтовое отделение, находящееся в селе Охотино.